# Séminaire biblique anabaptiste mennonite
Le Séminaire biblique anabaptiste mennonite (en anglais Anabaptist Mennonite Biblical Seminary, AMBS) est un séminaire situé à Elkhart, dans l'Indiana, affilié à Mennonite Church USA et Mennonite Church Canada. Avant 2012, il était appelé Associated Mennonite Biblical Seminary, avec le même sigle d'AMBS.
Ce séminaire offre un cursus de mastère en théologie en trois ans (Master of Divinity) et un cursus de mastère ès lettres en deux ans (Master of Arts). Il est reconnu par l'Association des écoles de théologie des États-Unis et du Canada (Association of Theological Schools in the United States and Canada).

## Historique
L'AMBS résulte de la fusion de deux anciens séminaires mennonites : le Goshen Biblical Seminary fondé par l'Église mennonite et le Mennonite Biblical Seminary issu de l'Église mennonite - conférence générale.

### LeGoshen Biblical Seminary
Le Goshen Biblical Seminary, qui faisait partie du Goshen College, une institution appartenant à l’Église mennonite, situé à Goshen, dans l'Indiana, était la continuation directe de l'école biblique qui avait débuté à Elkhart en 1894 sous le nom d'Elkhart Institute. En 1903, cette école avait déménagé à Goshen, devenant du même coup le Goshen College et elle avait été réorganisée en junior college, puis, en 1910, en senior college. De 1894 à 1933, cette école avait proposé un programme d'études de deux ans sanctionné par un diplôme et avait fait office de département biblique du collège. En 1933, elle a ouvert un cursus en quatre ans, la licence en théologie, (abrégée en Th.B. pour Bachelor of Theology), qui est passée à cinq ans en 1942. En 1944, l'école a été constituée en institution distincte avec son propre doyen. En 1946, elle a commencé à utiliser le nom de Goshen Biblical Seminary et a proposé un cursus en 7 ans (B.D., pour Bachelor of Divinity) comprenant quatre années d'arts libéraux et trois années d'études biblique et théologique. En 1949, un nouveau cursus en 4 ans, le B.R.E. (Bachelor of Religious Education) a été ajouté. En 1955, le programme Th.B. a été supprimé et le séminaire a été organisé en deux divisions, l'une pour les diplômés et l'autre pour les étudiants.
Harold S. Bender (en) a été le doyen du collège et de l'école biblique à partir de 1931, puis doyen du séminaire en 1944, lorsque celui-ci a été organisé en tant qu'école séparée, et il a occupé ce poste jusqu'à sa mort en 1962. En 1953-54, 67 étudiants étaient inscrits. De 1934 à 1956, le nombre total de diplômés s'élevait à 190, avec plus de 380 étudiants inscrits. Le Goshen Biblical Seminary a commencé à aligner son programme académique sur celui du Mennonite Biblical Seminary en 1958 et a déménagé de Goshen vers le campus du Mennonite Biblical Seminaryà Elkhart en 1969.

### LeMennonite Biblical Seminary
Le Mennonite Biblical Seminary (MBS) était une institution de l’Église mennonite-Conférence Générale située à Chicago, dans l'Illinois. Les mennonites de la Conférence Générale ont commencé à former des pasteurs et des responsables d'églises au Wadsworth Institute (1868-1878), puis au Halstead Seminary (1883), précurseur du Bethel College, et au Witmarsum Theological Seminary (1914-1931), qui faisait partie du Bluffton College.
L'école de Witmarsum a fermé en 1931 pour ce qui était supposé être un an ou deux, le temps de trouver une meilleure localisation et de s'associer à un séminaire plus ancien. Cela durera jusqu'en 1945, date à laquelle un site à Chicago sera choisi et une affiliation avec le Bethany Biblical Seminary sera établie.
Le MBS a été ouvert en septembre 1945 et a utilisé les locaux disponibles à Bethany pour les cours et le logement des étudiants. À l'automne 1946, le séminaire a acheté une propriété dans le bloc 4600 de l'avenue Woodlawn pour se préparer à accueillir les étudiants attendus à la fin du service public civil. Au cours des six années suivantes, la plupart des propriétés de cet îlot feront partie du séminaire.
L'école fonctionnait avec cinq professeurs à temps plein et deux membres du personnel administratif à temps partiel. Après les années de démarrage, le nombre d'étudiants était en moyenne de 40, avec environ neuf diplômes décernés chaque année. Chaque année, une douzaine d'étudiants mennonites qui fréquentaient d'autres écoles de Chicago étaient autorisés à utiliser les appartements du séminaire.
En 1953, le MBS a collaboré avec le Goshen Biblical Seminary pour créer une école d'été commune pour l'année suivante. Au cours des années suivantes, cette coopération amicale s'est développée, et, avec elle, le désir d'un grand séminaire mennonite commun. Ce processus a atteint sa conclusion en 1958, date à laquelle la propriété de Chicago a été vendue et où le séminaire s'est installé sur un nouveau campus commun dans l'Indiana.

### La fusion
Après le succès des écoles d'été, les séminaires de Goshen et de Chicago commencèrent à envisager une coopération beaucoup plus étroite. D'autres confessions mennonites furent invitées à explorer ce que l'on espérait être une grande école de théologie commune à tous les mennonites. Bien que l’Église mennonite évangélique, les Frères mennonites, les Frères mennonites évangéliques et les Frères en Christ aient tous initialement manifesté de l'intérêt pour cette démarche, aucun de ces organismes n'a finalement choisi de s'engager dans ce type de partenariat.
Un plan a été conçu pour que chaque école fonctionne de manière indépendante sur le même site, partageant une bibliothèque, quelques cours communs, des services communs à la chapelle une fois par semaine et l'utilisation de certaines installations. En effet, il avait été jugé que les deux confessions chrétiennes ne soutiendraient cette nouvelle entreprise que si les écoles restaient indépendantes. Cet arrangement de deux écoles parallèles est rendu dans le nom au pluriel choisi à l'époque : Associated Mennonite Biblical Seminaries.
La principale pierre d'achoppement dans les négociations était le choix d'un site approprié. Bien que le Bethel College au Kansas ait proposé un site, cette option n'a jamais été sérieusement envisagée. Le groupe Goshen voulait que le séminaire soit situé sur le campus existant du Goshen College dans l'Indiana, pensant que les membres de leur église ne soutiendraient pas un déménagement. Les mennonites de la Conférence générale ont rejeté ce site par crainte d'être engloutis par le grand groupe. Finalement, un site à Elkhart, dans l'Indiana, a été choisi comme terrain neutre pour regrouper les deux écoles.
Les travaux ont été engagés le 3 septembre 1957 et étaient pratiquement terminée au mois d'août suivant. Une chapelle a été ajoutée et inaugurée en juin 1965. Son architecte, Charles Edward Stade, a aussi conçu la Chapelle de la Résurrection de l'université de Valparaiso, dans l'Indiana.
Le Goshen Seminary a reçu l'accréditation de l'Association of Theological Schools en 1958 et le MBS en 1964.
Au fil des ans, une coopération plus étroite a fini par éliminer la distinction entre les deux écoles, et en 1994, elles ont officiellement fusionné pour former l'Associated Mennonite Biblical Seminary (désormais au singulier). En 2002, les deux confessions mennonites elles-mêmes se sont unies pour former une structure commune, décision dans laquelle des décennies de coopération entre les deux groupes au sein de l'AMBS ont joué un rôle.
En 2012, l'AMBS prend le nom de Anabaptist Mennonite Biblical Seminary, sans changer de sigle.

## L'Institut des Études mennonites
L'Institute of Mennonite Studies (IMS) est l'organe de recherche et de publication de l'AMBS. Depuis 1958, l'Institut a favorisé les relations inter-mennonites et les progrès de l'érudition dans les domaines de la théologie et de l'histoire anabaptistes. Des leaders mennonites importants, tels que le théologien John Howard Yoder, ont été associés à l'IMS. Le directeur actuel de l'IMS est Jamie Pitts.

## Professeurs notables
- Alan Kreider (en)
- J. C. Wenger (en)
- John Howard Yoder

## Bibliothèque
En 2007, AMBS a achevé la construction d'un nouveau bâtiment pour abriter la bibliothèque et la librairie. Ce bâtiment a été la première bibliothèque théologique enregistrée auprès du United States Green Building Council pour la certification Leadership in Energy and Environmental Design (LEED). Le bâtiment a reçu la certification LEED Gold en 2009.
La construction de la bibliothèque incluait l'installation d'un "paysage vert", notamment des jardins pluviaux entourant la majeure partie de l'extérieur de la bibliothèque, ainsi qu'un projet de restauration de la prairie qui a permis de rétablir une partie importante du terrain du campus dans sa forme initiale de prairie à herbes hautes.
En 2014, la bibliothèque comportait 113 296 livres et médias dans ses collections physiques et 5 754 livres, bases de données et médias dans ses collections électroniques.

## Partenaires
Le séminaire est partenaire de la Mennonite Church USA et de la Mennonite Church Canada.

## Sources
- (en) Samuel Floyd Pannabecker, Open Doors: A History of the General Conference Mennonite Church, Faith and Life Press, 1975 (ISBN 0-87303-636-0), p. 368–374.
- (en) Samuel Floyd Pannabecker, Ventures of Faith: The Story of Mennonite Biblical Seminary, Mennonite Biblical Seminary, 1975.